# Allspark

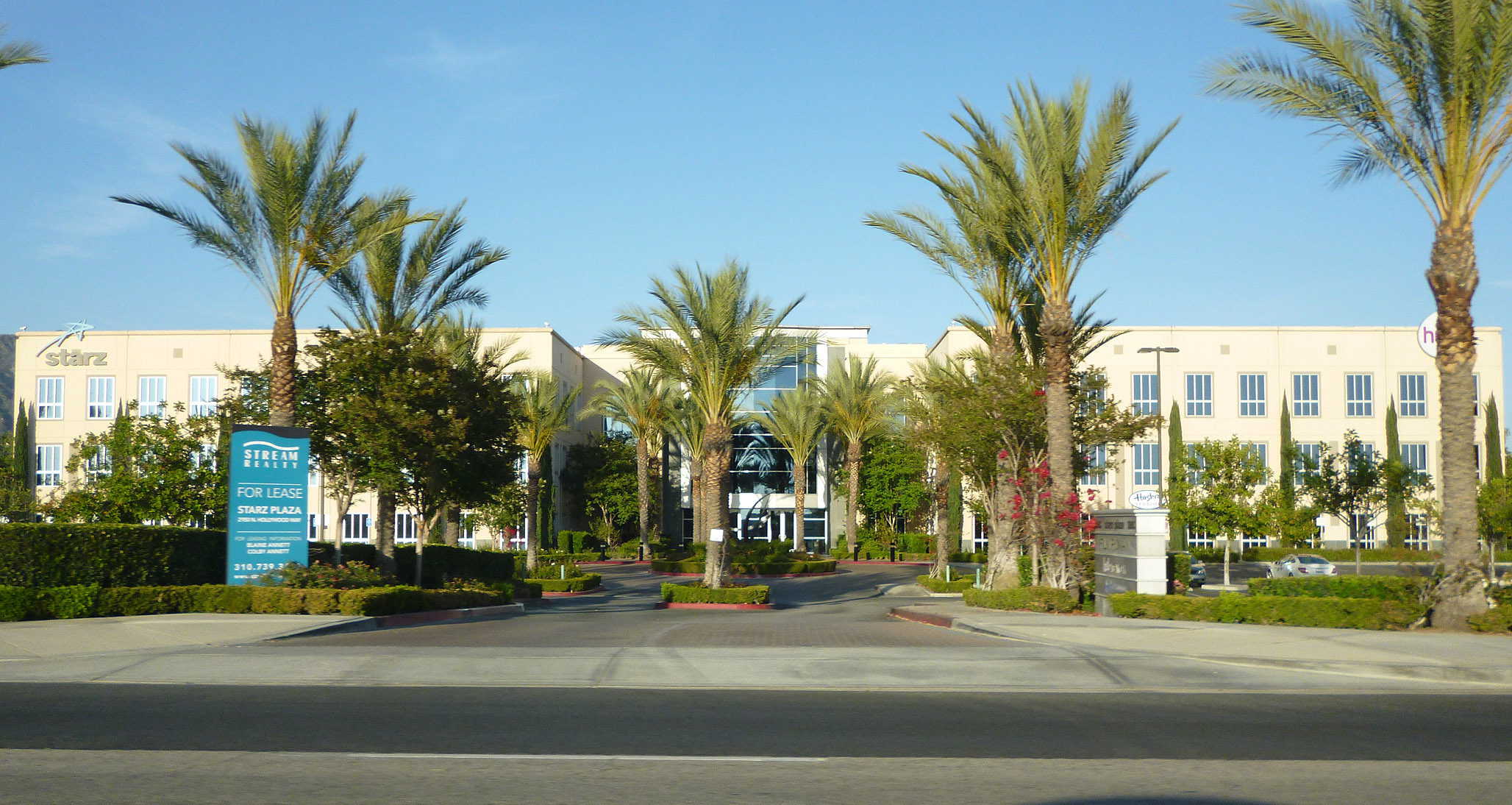
Hasbro Studios (Seu a Burbank a Starz Plaza).

Hasbro Studios, nom comercial: Allspark, és una companyia estatunidenca de producció i distribució de pel·lícules localitzada a Burbank (Califòrnia). És una filial propietat integral de la companyia estatunidenca de joguets i multimèdia Hasbro. La companyia és coneguda per les seues pel·lícules i sèries, tals com la sèrie de TV My Little Pony: Friendship Is Magic de 2010, la seua obra derivada My Little Pony: Equestria Girls, i la sèrie Transformers: Prime. En un principi era només una divisió de producció de televisió; molts dels seus programes de televisió, tals com My Little Pony: Friendship Is Magic i Littlest Pet Shop, estan basats en propietats de Hasbro i són emesos per la cadena de televisió Discovery Family, una empresa conjunta entre Hasbro i Discovery, Inc. i en altres cadenes de televisió i múltiples plataformes d'Internet.
Allspark Pictures és el segell de producció de contingut d'imatge real d'Allspark, mentre que Allspark Animation és el seu segell de producció d'animacions. Cake Mix Studio és la seua empresa de Rhode Island que produeix publicitat i continguts breus.

## Llargmetratges
| Títol                               | Producció de                                                                                         | Any              | Pressupost           | Recaptació                   | Nota         |
| ----------------------------------- | --- | ---------------- | -------------------- | ---------------------------- | ------------ |
| Transformers                        | - DreamWorks Pictures - Paramount Pictures - di Bonaventura Pictures                                 | 3 juliol 2007    | 150 milions $        | 709,7 milions de $           | N/D          |
| Transformers: Revenge of the Fallen | - DreamWorks Pictures - Paramount Pictures - di Bonaventura Pictures                                 | 24 juny 2009     | 200 milions de $     | 836,3 milions de $           | N/D          |
| G.I. Joe: The Rise of Cobra         | - Paramount Pictures - Spyglass Entertainment - di Bonaventura Pictures                              | 7 agost 2009     | 175 milions de $     | 302,5 milions de $           | N/D          |
| Transformers: Dark of the Moon      | - Paramount Pictures - di Bonaventura Pictures                                                       | 29 juny 2011     | 195 milions de $     | 1,12 milers de milions de $  | N/D          |
| Battleship                          | - Universal Pictures - Bluegrass Films - Film 44                                                     | 18 maig 2012     | 209–220 milions de $ | 303 milions de $             | N/D          |
| G.I. Joe: Retaliation               | - Paramount Pictures - Metro-Goldwyn-Mayer Pictures - Skydance Productions - di Bonaventura Pictures | 28 març 2013     | 155 milions de $     | 375,7 milions de $           | N/D          |
| Transformers: Age of Extinction     | - Paramount Pictures - di Bonaventura Pictures - China Movie Channel - Jiaflix Enterprises           | 27 juny 2014     | 210 mi2lions de $    | 1,104 milers de milions de $ | N/D          |
| Ouija                               | - Universal Pictures - Blumhouse Productions - Platinum Dunes                                        | 24 octubre 2014  | 5 milions de $       | 103,6 milions de $           | N/D          |
| Jem and the Holograms               | - Universal Pictures - Blumhouse Productions - SB Projects - Allspark Pictures                       | 23 octubre 2015  | 5 milions de $       | 2,3 milions de $             | [ 3 ] [ 17 ] |
| Ouija: Origin of Evil               | - Universal Pictures - Blumhouse Productions - Platinum Dunes - Allspark Pictures                    | 21 octubre 2016  | 9–12 milions de $    | 81,7 milions de $            | [ 19 ]       |
| Transformers: The Last Knight       | - Paramount Pictures - di Bonaventura Pictures                                                       | 21 juny 2017     | 217 milions de $     | 605,4 milions de $           | [ 21 ]       |
| My Little Pony: The Movie           | Allspark Pictures DHX Media Lionsgate (distribution)                                                 | 6 octubre 2017   | 6,5 milions de $     | 60,3 milions de $            | Animada      |
| Bumblebee                           | - Paramount Pictures - di Bonaventura Pictures - Allspark Pictures                                   | 21 desembre 2018 | 100–137 milions de $ | 468 milions de $             | [ 21 ]       |